# Nikon D3
La Nikon D3 è stata la prima fotocamera reflex digitale professionale col sensore in formato FX. È stata annunciata da Nikon il 23 agosto, 2007 in concomitanza con la presentazione della Nikon D300 in formato DX. La D3 era il modello top di Nikon, per quanto riguarda la fascia professionale dedicata alla foto sportiva (che preferiva la velocità alla risoluzione) ed ha sostituito la D2Hs e la D2Xs, che però usavano un sensore in formato ridotto DX, con fattore di crop di 1,5x circa.

## Tecnologia

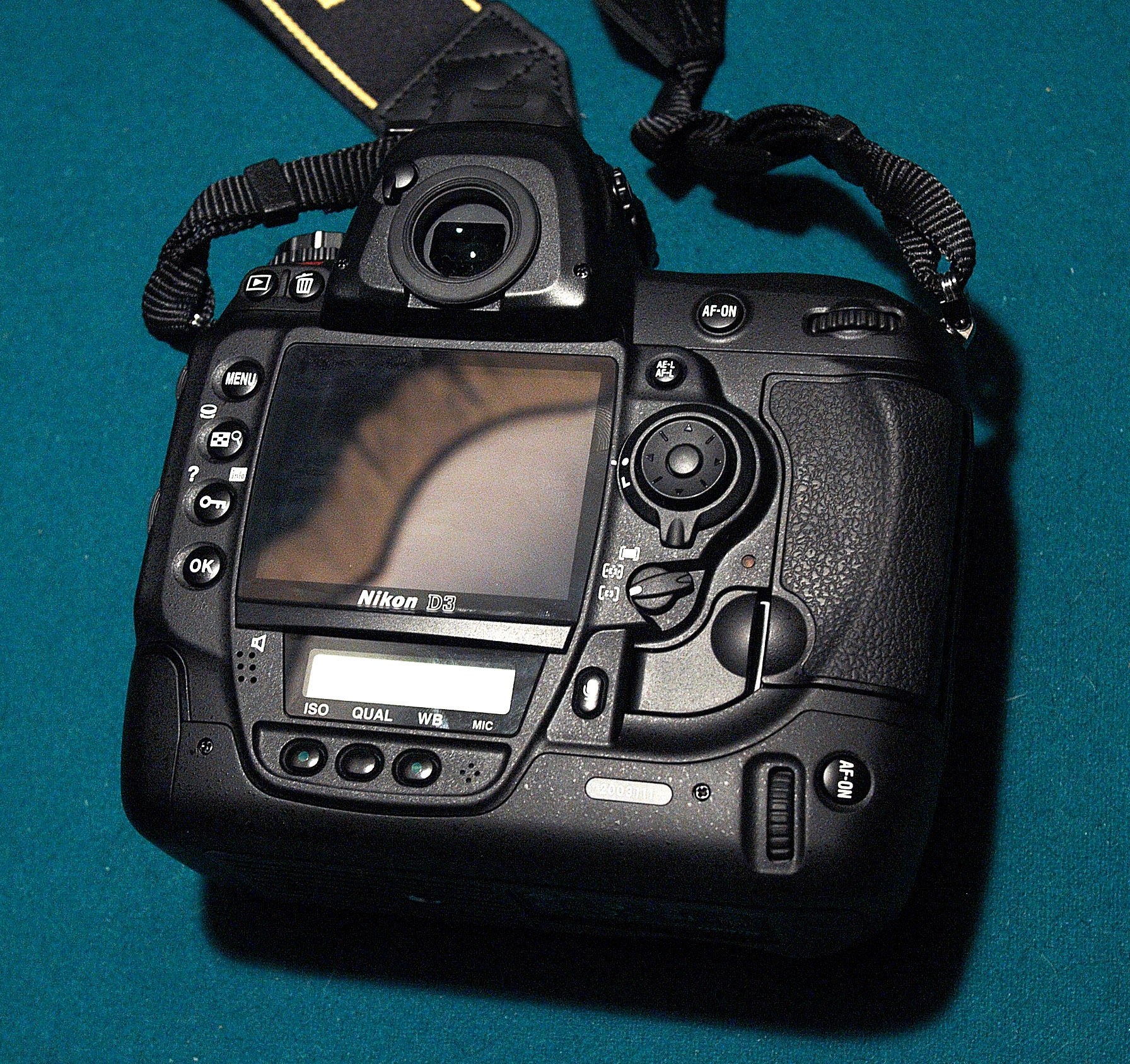
Nikon D3

La D3 monta un sensore CMOS da 12,1 megapixel che misura 23.9 x 36.0 mm. Questo sensore più grande dei sensori in formato DX, prende il nominativo FX, come coniato da Nikon per distinguerli. A parità di risoluzione, il sensore FX possiede pixel più grandi e teoricamente, una sensibilità maggiore alla luce rispetto ai sensori DX. Questo permette alla fotocamera di raggiungere prestazioni più alte e produrre immagini con minore rumore in situazioni di scarsa illuminazione. Il sensore registra immagini con profondità di colore a 14 bit per canale, contro i 12 bit dei precedenti sensori. 
Il corpo macchina implementa l'attacco F Nikon, qui dotato anche di accoppiamento meccanico per il simulatori di diaframma, offrendo così una maggiore compatibilità con le precedenti ottiche Nikon. La scocca esterna ed il design dell'apparecchio, sono opera del designer Giorgetto Giugiaro, della Italdesign.
La fotocamera permette di catturare raffiche di fotografie fino a 9 ogni secondo in formato FX e 11 in formato DX, utilizza il tipo di LCD attualmente a più alta risoluzione disponibile sul mercato..

## Target di utenza
Il costo e le caratteristiche di questa fotocamera digitale la indirizzano ad un target di utenza professionale dell'industria fotografica commerciale ed in particolare della fotografia sportiva d'azione. Il sensore a pieno formato ha un vantaggio fisico, fornendo una sensibilità maggiore alla luce rispetto ai sensori precedenti. Questo fatto produce un minore rumore e la possibilità di utilizzare maggiore iso con migliori qualità fotografiche.
Queste potenzialità teoriche sono state confermate da severi test indipendenti che hanno dimostrato una maggiore capacità di questa fotocamera di catturare immagini con qualità superiore sia con tempi di esposizione rapidi che lunghi, permettendo di catturare immagini in movimento con meno sfuocato e colori migliori, anche con delle condizioni di illuminazione scarse.
La fotocamera possiede due impugnature, quella tradizionale in verticale ed una orizzontale alla base, che rendono comoda la fotocamera sia se tenuta in verticale che in orizzontale ed in special modo per la fotografia di moda, di sport e matrimoniale.
Al momento del lancio la D3 è stata collocata ad un prezzo di 4 999 dollari.

## Concorrenza
L'unica fotocamera concorrente in questa fascia può definirsi la Canon EOS-1D Mark III: i prezzi sono simili e così anche le caratteristiche generali.
Altre fotocamere come la Canon EOS-1Ds Mark III e la Sony α900 sono dotate di risoluzione ben maggiore e dedicate ad un target professionale diverso, mentre le rimanenti fotocamere a pieno formato di fascia media (Canon EOS 5D, Canon EOS 5D Mark II, Canon 6D e Nikon D700) sono espressamente indirizzate ad un pubblico più ampio, anche non professionale.